# Orientacijski tek
Orientacijski tek je najstarejša uradna športna orientacijska disciplina in je danes tudi najbolj razširjena. 
Gre za gibanje po terenu, ki je pogosto neznan, pri čemer se udeleženec orientira z orientacijsko karto.  Obstajajo različne discipline, ki se ločijo po dolžini in tipu ter težavnosti proge, ki jo mora opraviti tekmovalec. 
Ponavadi se na tekmovanju meri čas tekmovalcev, ki štartajo v intervalih, da se tekmovalec na terenu orientira sam. Proga, ki jo mora tekmovalec opraviti, je vrisana na karto, kjer jo predstavljajo kontrolne točke, ki se jih mora najti v določenem zaporedju. Rezultati se določijo glede na čas, pri čemer pa je prvi pogoj, da je tekmovalec pravilno opravil progo.
Pri orientacijskem teku niso dovoljena nikakršna prevozna sredstva, gibanje se mora opraviti izključno z lastnimi mišicami. Tudi pri orientiranju drugi pripomočki razen kompasa niso dovoljeni, kar po mednarodnem pravilniku zajema tudi vse naprave, ki se povezujejo s sateliti in naprave, ki kakor koli merijo dolžino, kot so na primer števci korakov.
V Sloveniji je v letu 2010 registriranih tekmovalcev v orientacijskem teku 260, klubov, ki delujejo na tem področju, pa 11. Krovna organizacija je Orientacijska zveza Slovenije (OZS). O zgodovini in razvoju športa si več preberite na strani orientacija.